# Клешнёв, Валерий Владимирович
Вале́рий Влади́мирович Клешнёв (15 октября 1958, Ленинград, РСФСР, СССР) — советский гребец, серебряный призёр Олимпийских игр, спортивный ученый, международный консультант по биомеханике гребли.

## Карьера
Начал заниматься академической греблей в сентябре 1973 г. в клубе Динамо, Ленинград.
В 1975 г. стал чемпионом мира среди юношей в Монреале в составе четверки парной СССР.
В 1977 г., в возрасте 18 лет, выиграл взрослый чемпионат СССР в одиночке.
На Олимпиаде в Москве Валерий в составе парной четвёрки без рулевого выиграл серебряную медаль.
Четырёхкратный чемпион СССР, бронзовый призёр чемпионата мира 1982 г. в четверке парной.
В 1986 г. закончил соревновательную деятельность и поступил в Ленинградский НИИФК на заочную аспирантуру, параллельно работая там же младшим научным сотрудником и тренером по гребле в клубе Динамо.
В 1991 г. закончил аспирантуру и защитил диссертацию кандидата педагогических наук по биомеханике академической гребли, стал старшим научным сотрудником НИИФК, Санкт-Петербург, а затем зав.сектором академической гребли.
В 1998 г. выиграл конкурс на должность научного сотрудника в Австралийском Институте Спорта, Канберра, где проработал семь лет с лучшими гребцами и тренерами Австралии и мира.
В 2005 г. получил работу руководителя отдела Биомеханики в Английском Институте Спорта, Великобритания, где проработал пять лет и помог британским гребцам выйти на лидирующие позиции в мировой академической гребле.
В 2009 г. возникли разногласия с руководством Института и федерации гребли Великобритании по поводу свободу научных публикаций: с 2001 г. Валерий пишет и публикует ежемесячный научно-популярный бюллетень «Новости Биомеханики Гребли», против чего возражало руководство. Валерий оставил институт и основал свою спортивно-научно-консалтинговую компанию BioRow Ltd. (www.biorow.com), в которой работает по настоящее время.
В 2015 г. написал монографию «Bimechanics of Rowing» на английском языке, Crowood press., 2-е издание вышло в 2020: https://www.crowood.com/products/the-biomechanics-of-rowing-by-valery-kleshnev?_pos=1&_psq=Kleshnev&_ss=e&_v=1.0 . Переведена на китайский язык в 2022 г.
Валерий имеет многолетний опыт работы с ведущими спортсменами и тренерами из более чем 40 стран мира, от Австралии и Китая — до Бразилии и США, из них 16 команд — Олимпийских чемпионов, десятки команд — чемпионов мира и призёров. Является изобретателем спортивного оборудования, измерительных систем и тренажеров, имеет несколько патентов и авторских свидетельств. Опубликовал более 300 статей, презентаций и монографий на русском и английском языках в области спортивной тренировки, биомеханики гребли, спортивного менеджмента и организации подготовки спортсменов.

## Личная жизнь
Выпускник Ленинградской школы-интерната № 62 спортивного профиля и института физической культуры имени П. Ф. Лесгафта.
Валерий был три раза женат, имеет пятерых сыновей: Денис 1981 г.р., Александр 1985 г.р., Сергей 1991 г.р., Владимир 1992 г.р., Виктор 2000 г.р.